# Eberhard IV. von Schlüsselberg

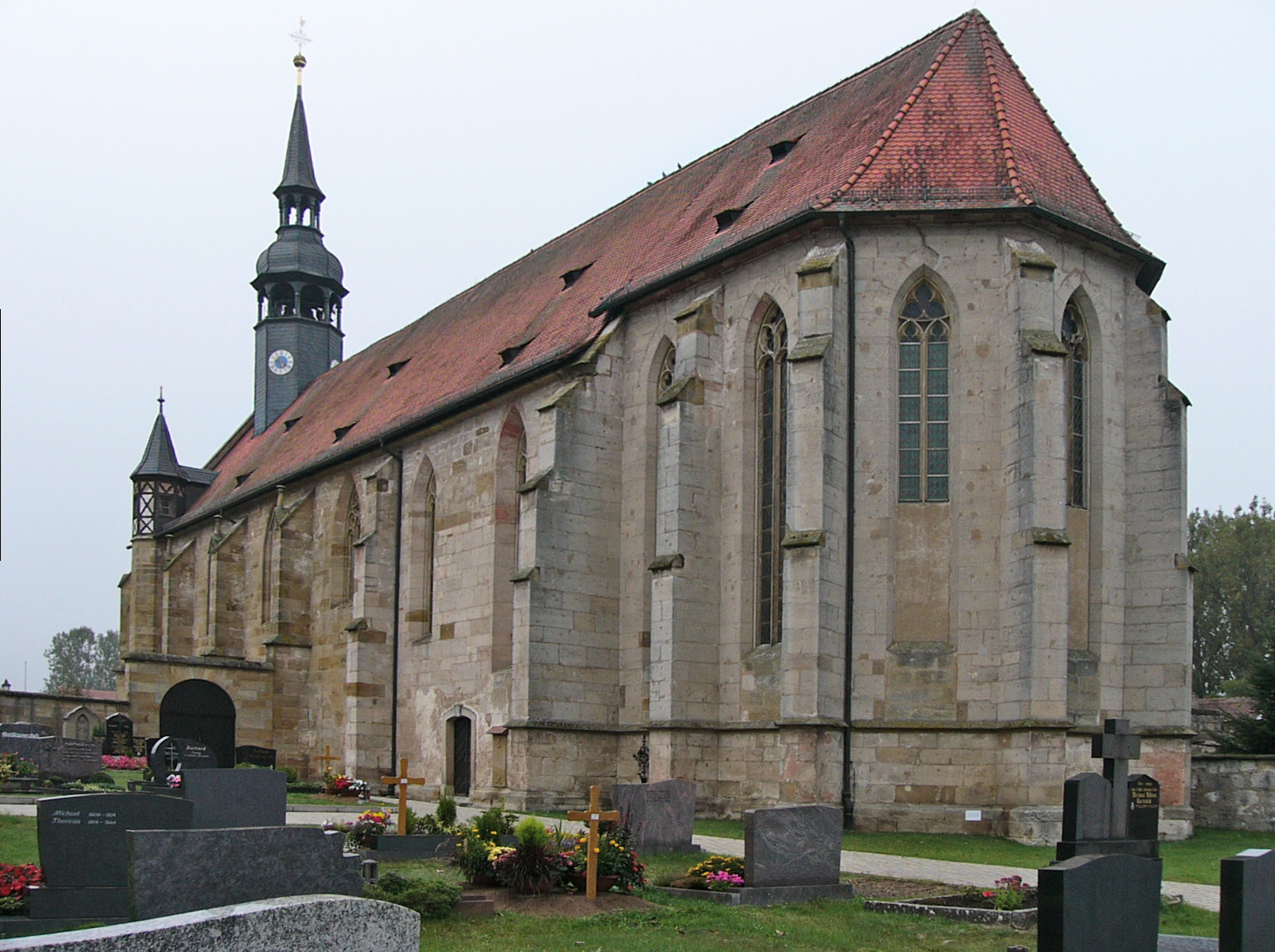
Chor des ehemaligen Klosters Schlüsselau: gegründet von Eberhard IV. von Schlüsselberg und seinen Söhnen Konrad I. und Gottfried

Eberhard IV. von Greifenstein-Schlüsselberg (* um 1220; † 1283) war einer der Stifter von Kloster Schlüsselau. Das Haus der Bayerischen Geschichte zählt ihn als Eberhard II. von Schlüsselberg.

## Herkunft
Eberhard stammte aus einem 1114 erstmals erwähnten Geschlecht fränkischer Edelfreier, die sich anfangs „von Adelsberg“, dann „von Greifenstein“ und schließlich von Schlüsselberg nannten. Eberhard war ein Sohn Eberhards I. von Schlüsselberg und war mit Elisabeth von Hohenzollern-Nürnberg verheiratet.

## Leben
Im zwölfjährigen Erbfolgestreit nach dem Tod Herzog Ottos von Meranien (1248) kämpften Eberhard und sein Bruder Ulrich für die Bischöfe von Bamberg und Würzburg. Um sie für die hohen Kosten ihrer Waffenhilfe zu entschädigen, musste Bischof Betthold 1260 den Schlüsselbergern die Centämter Neideck und Senftenberg langfristig verpfänden. Damit hielten sie fortan zwischen Aisch und Allsbach vier benachbarte Hochgerichtsbezirke in Händen und nutzten diese als Grundlage zur Schaffung einer Territorialherrschaft. Mit dem Besitz der „Cent“ Neideck waren außerdem die lukrativen Maut- und Geleitsrechte auf der stark befahrenen Straße von Baiersdorf nach Hallfeld verbunden. Die zu deren Beherrschung strategisch gut gelegene Burg Neideck bauten die Schlüsselberger daraufhin aus.
Eberhard stiftete 1280 zusammen mit seinen Söhnen Gottfried von Schlüsselberg und Konrad I. von Schlüsselberg das Kloster Schlüsselau als Hauskloster und Grablege seines Geschlechtes. Seine Tochter Gisela setzte er als erste Äbtissin ein. Eine Stiftungsurkunde ist nicht überliefert.
Zuletzt trat Eberhard 1282 in Schwäbisch Hall als Zeuge für König Rudolf von Habsburg und das Zisterzienserinnenkloster Gnadental auf.